# Улан-Зуха (приток Маныча)
Улан-Зуха (калм. Улан Зуух — букв. «красная яма») — балка и горько-солёная пересыхающая река в Калмыкии. В государственном водном реестре России значится под названием Балка Улан-Зуха. На карте Калмыцкой степи Астраханской губернии 1864 года обозначена как Улан-Зауха.

## Этимология
Название балки является двусоставным.
Слово калм. Улан является прилагательным с основным значением «красный, алый; румяный». В качестве составной части топонима слово «улан», вероятно, связано с цветом грунта. Вторая часть названия является искажением от калм. Зуух — существительного, имеющего в монгольских языках значение — со значением «печь, печка; очаг; яма для разведения огня».
Авторами статьи «Топонимы в фольклорном контексте калмыков» топоним Улан-Зуух переведен как «красное русло».

## Общая физико-географическая характеристика
Улан-Зуха берёт начало в 7,5 километрах к юго-востоку от посёлка Лола. До слияния с балкой Дендерта течёт преимущественно с северо-запада на юго-восток, после слияния достаточно резко поворачивает на запад. Впадает в Западный Маныч.
В долине реки и в непосредственной близости от неё расположены населённые пункты Прудовый, Шатта и Кевюды.
Гидрографическая сеть развита слабо. Особенностью бассейна Улан-Зухи, как и других притоков Западного Маныча, является засушливость климата. Осадков здесь выпадает около 300 мм в год, а испарение, вследствие высокой летней температуры, продолжительных сухих ветров и в связи с этим малой относительной влажности воздуха, чрезвычайно большое. Вследствие этих особенностей климата роль летних осадков в питании реки невелика. Максимальный расход воды наблюдается в период весеннего половодья (февраль-май). Для реки характерна летне-осенняя межень, которая иногда прерывается дождевыми паводками.
Согласно Почвенной карте России в верхней трети балки распространены светло-каштановые солонцеватые и солончаковые почвы, в среднем и нижнем течении — солонцы луговатые (полугидроморфные), в районе устья, — солонцы луговые (гидроморфные)

### Бассейн
- Улан-Зуха
  - балка Ботык[2] (пр)
  - балка Голдын[2] (лв)
  - балка Горова[2] (лв)
  - балка Личин-Сала[2][11] (лв)
  - балка Дендерта[2] (лв)
  - балка Шатта[2] (пр)
  - балка Устюн[2] (лв)
  - балка Хохта[2] (пр)
  - река Улан-Зуха[2] (лв)
  - балка Шар-Булук[2] (пр)

## Данные водного реестра
По данным государственного водного реестра России относится к Донскому бассейновому округу, водохозяйственный участок реки — Маныч от истока до Пролетарского гидроузла, без рек Калаус и Егорлык, речной подбассейн реки — бассейн притоков Дона ниже впадения Северского Донца. Речной бассейн реки — Дон (российская часть бассейна).
Код объекта в государственном водном реестре — 05010500712507000016280. Сведения о площади бассейна и длине реки отсутствуют.